# Christian Ramírez
Christian Ramírez Díaz (ur. 8 marca 1978 w mieście Meksyk) – meksykański piłkarz występujący na pozycji środkowego obrońcy, trener piłkarski.

## Kariera klubowa
Ramírez pochodzi ze stołecznego miasta Meksyk i jest wychowankiem tamtejszego zespołu Pumas UNAM. W jego barwach zadebiutował w meksykańskiej Primera División – 18 sierpnia 1996 w przegranym 1:2 spotkaniu z Cruz Azul. Szybko został jednym z podstawowych graczy Pumas i premierowego gola w najwyższej klasie rozgrywkowej strzelił 15 października 1997 w wygranej 3:1 konfrontacji z Toros Neza. W swojej macierzystej ekipie spędził sześć lat, nie licząc półrocznej przerwy na występy w Deportivo Toluca wiosną 2001, i nie odniósł z nią żadnych osiągnięć.
Latem 2002 Ramírez po raz kolejny podpisał umowę z Deportivo Toluca. Już w pierwszym sezonie w nowym klubie – Apertura 2002 – wywalczył z nim jedyne w karierze mistrzostwo Meksyku, zdobywając jednego gola w piętnastu spotkaniach, lecz zaraz po tym sukcesie przeszedł do Monarcas Morelia. Tam z kolei, podczas rozgrywek Clausura 2003, osiągnął tytuł wicemistrzowski. To zaowocowało transferem do jednej z najbardziej utytułowanych drużyn w kraju – stołecznego Club América, gdzie spędził rok bez większych sukcesów. Jesień 2004 spędził w drugoligowym Atlante Neza.
Wiosną 2005 Ramírez został graczem Chivas de Guadalajara, którego barwy reprezentował przez półtora roku, lecz występował głównie w drugoligowych rezerwach klubu – Chivas La Piedad i Chivas Coras Tepic. Karierę zakończył w wieku 30 lat w Pumas UNAM, jednak przeważnie jako zawodnik drugoligowej filii – Pumas Morelos.

## Kariera reprezentacyjna
W 1997 roku Ramírez znalazł się w składzie reprezentacji Meksyku U–20 na Młodzieżowe Mistrzostwa Świata w Malezji. Był wówczas podstawowym graczem kadry, rozgrywając trzy mecze, za to Meksykanie po czterech spotkaniach odpadli w 1/8 finału.
W seniorskiej reprezentacji Meksyku Ramírez zadebiutował 4 czerwca 2000 w zremisowanym 2:2 meczu towarzyskim z Irlandią. Ogółem w kadrze narodowej rozegrał trzy spotkania, wszystkie sparingowe, nie zdobywając gola.